# بوب هايز
بوب هايز (بالإنجليزية: Bob Hayes)‏ (و. 1942 – 2002 م) هو عداء سريع، ولاعب كرة قدم أمريكية، من الولايات المتحدة، ولد في جاكسونفيل، فلوريدا، شارك في ألعاب أولمبية صيفية 1964، يلعب كمستقبل واسع ‏، توفي في جاكسونفيل، فلوريدا، عن عمر يناهز 60 عاماً، بسبب سرطان البروستاتا.

## التعليم
تعلم في Matthew Gilbert High School ‏.

## جوائز
حصل على جوائز منها:
- قاعة مشاهير محترفي كرة القدم.

## وصلات خارجية
- بوب هايز على موقع الاتحاد الدولي لألعاب القوى (الإنجليزية)
- بوب هايز على موقع الاتحاد الأمريكي لسباقات المضمار والميدان (الإنجليزية)
- بوب هايز على موقع الاتحاد الأمريكي لسباقات المضمار والميدان، قاعة المشاهير (الإنجليزية)
- بوب هايز على موقع مرجع كرة القدم المحترفة.كوم (الإنجليزية)
- بوب هايز على موقع اللجنة الأولمبية الدولية (الإنجليزية)
- بوب هايز على موقع أوليمبيديا (الإنجليزية)
- بوب هايز على موقع قاعة فلوريدا للمشاهير الرياضية (الإنجليزية)

- بوب هايز على موقع IMDb (الإنجليزية)
- بوب هايز على موقع الموسوعة البريطانية (الإنجليزية)
- بوب هايز على موقع إن إن دي بي (الإنجليزية)